# Flavia Rigamonti
Flavia Rigamonti, née le 1er juillet 1981 à Breganzona, est une nageuse suisse, spécialiste des 400, 800 et 1 500 m nage libre.

## Biographie
Ses débuts internationaux datent de 1996 et elle participe, dès lors, à la quasi-totalité des Jeux olympiques et des championnats mondiaux et européens.
Avec quinze podiums internationaux seniors mais, à ce jour, sans aucune récompense olympique, elle est la nageuse suisse la plus médaillée de l'histoire de la natation de ce pays.
Elle a été sélectionnée pour les épreuves des 400 et 800 m nage libre des Jeux olympiques de Pékin.

## Palmarès

### Jeux olympiques
| Épreuve / Édition | Sydney 2000      | Athènes 2004      | Pékin 2008 |
| 400 m nage libre  | 9e 4 min 11 s 77 | -                 |            |
| 800 m nage libre  | 4e 8 min 25 s 91 | 13e 8 min 38 s 10 |            |

### Championnats du monde
| Épreuve / Édition  | Grand bassin      | Grand bassin         | Grand bassin         | Grand bassin             |                  | Petit bassin         | Petit bassin         | Petit bassin         | Petit bassin |
| Épreuve / Édition  | Perth 1998        | Fukuoka 2001         | Montréal 2005        | Melbourne 2007           | Göteborg 1997    | Hong Kong 1999       | Athènes 2000         | Moscou 2002          |              |
| 400 m nage libre   | 19e 4 min 18 s 67 | -                    | -                    | 16e 4 min 11 s 85        | Séries           | -                    | -                    | 16e 4 min 11 s 79    |              |
| 800 m nage libre   | 6e 8 min 37 s 37  | 5e 8 min 33 s 79     | 4e 8 min 28 s 74     | 14e 8 min 38 s 22        | 6e 8 min 34 s 37 | Bronze 8 min 26 s 38 | Bronze 8 min 21 s 57 | Bronze 8 min 23 s 38 |              |
| 1 500 m nage libre | -                 | Argent 16 min 5 s 99 | Argent 16 min 4 s 34 | Argent 15 min 55 s 38 RE | -                | -                    | -                    | -                    |              |

### Championnats d'Europe

#### Grand bassin
| Épreuve / Édition    | Séville 1997      | Istanbul 1999    | Helsinki 2000     | Berlin 2002       | Budapest 2006     | Eindhoven 2008    |
| 400 m nage libre     | 20e 4 min 23 s 72 | -                | 10e 4 min 16 s 70 | 18e 4 min 19 s 10 | 10e 4 min 13 s 87 | 8e 4 min 12 s 67  |
| 800 m nage libre     | 5e 8 min 48 s 30  | 4e 8 min 37 s 14 | Or 8 min 29 s 16  | 7e 8 min 40 s 29  | 4e 8 min 30 s 51  | 4e 8 min 28 s 16  |
| 1 500 m nage libre   | -                 | -                | -                 | -                 | -                 | Or 15 min 58 s 54 |
| 4 × 200 m nage libre | -                 | -                | -                 | 4e 8 min 10 s 07  | -                 | 11e 8 min 14 s 27 |

#### Petit bassin
| Épreuve / Édition | Rostock 1996         | Sheffield 1998    | Lisbonne 1999        | Anvers 2001       | Riesa 2002           | Vienne 2004      | Trieste 2005         | Helsinki 2006     | Debrecen 2007     |
| 200 m nage libre  | -                    | -                 | -                    | -                 | -                    | -                | -                    | -                 | 18e 1 min 59 s 09 |
| 400 m nage libre  | 6e 4 min 22 s 24     | 16e 4 min 16 s 60 | -                    | 10e 4 min 12 s 01 | -                    | -                | -                    | 15e 4 min 10 s 47 | 5e 4 min 3 s 77   |
| 800 m nage libre  | Argent 8 min 39 s 20 | Or 8 min 27 s 85  | Argent 8 min 25 s 82 | Or 8 min 17 s 20  | Argent 8 min 16 s 16 | Or 8 min 17 s 39 | Bronze 8 min 20 s 32 | 8e 8 min 28 s 10  | 4e 8 min 12 s 91  |